# Kurt F. K. Franke
Kurt F. K. Franke (* 27. Februar 1929 in Braunschweig; † 8. Juni 2005 in Berlin) war ein deutscher Geschichtsdidaktiker.

## Leben
Nach dem Abitur absolvierte Franke eine Lehre zum Bankkaufmann. Im Anschluss studierte er Geschichte, Deutsch, Pädagogik (für die Volks- und Realschule) und Politikwissenschaft an der Pädagogischen Hochschule Braunschweig und der Georg-August-Universität Göttingen. Ab 1974 arbeitete er als Lehrer bzw. Rektor in Volks- und Realschulen. 1975 wurde er Hochschullehrer an der Pädagogischen Hochschule Berlin. 1980 wurde er in Braunschweig mit der Dissertation Der Landkreis Braunschweig, kommunale Selbstverwaltung im demokratischen Staat, Untersuchungen zur politischen, wirtschaftlichen, sozialen und kulturellen Struktur 1945–1974 zum Dr. phil. promoviert. Im Zeitraum von 1990 bis 1995 war er Gastprofessor an der Humboldt-Universität zu Berlin und der Universität Potsdam sowie Koordinator des Studiengangs Politische Bildung im Bundesland Brandenburg. Danach war er Lehrbeauftragter für Didaktik der Geschichte am Zentralinstitut für Fachdidaktiken der Freien Universität Berlin. Außerdem war er von 1980 bis 1994 Vorsitzender der Deutschen Vereinigung für politische Bildung in Berlin und von 2000 bis 2003 stellvertretender Vorsitzender der Deutsch-Israelischen Gesellschaft (Arbeitsgemeinschaft Berlin und Potsdam). Franke war verheiratet.

## Ehrungen
- Bundesverdienstkreuz am Bande (11. September 1995)[1]